# James Alexander Stewart-Mackenzie
James Alexander Stewart-Mackenzie (né le 23 septembre 1784 – mort le 24 septembre 1843), est un homme politique écossais et un administrateur colonial pour le Royaume-Uni.

## Biographie
Il est le fils du vice-Amiral Keith Stewart. Il prend le nom de Stewart-Mackenzie après son mariage en 1817 avec Mary Elizabeth Frederica Mackenzie, fille et héritière de Francis Mackenzie, baron Seaforth.

### Carrière politique
Stewart-Mackenzie est élu à la Chambre des communes pour Ross-shire in 1831. Quand sa circonscription est abolie par la réforme de 1832, il est élu pour Ross and Cromarty. Il reste député jusqu'en 1837.

### Gouverneur duCeylan britannique
Il devient alors gouverneur de Ceylan de 1837 à 1841.

### Haut Commissaire de la République des Îles Ioniennes
Il devient Haut Commissaire pour les îles Ioniennes le 8 juin 1841.